# Андріївка (село, Волноваський район)
Андрі́ївка — село Великоновосілківської селищної громади Волноваського району Донецької області в Україні.

## Загальні відомості

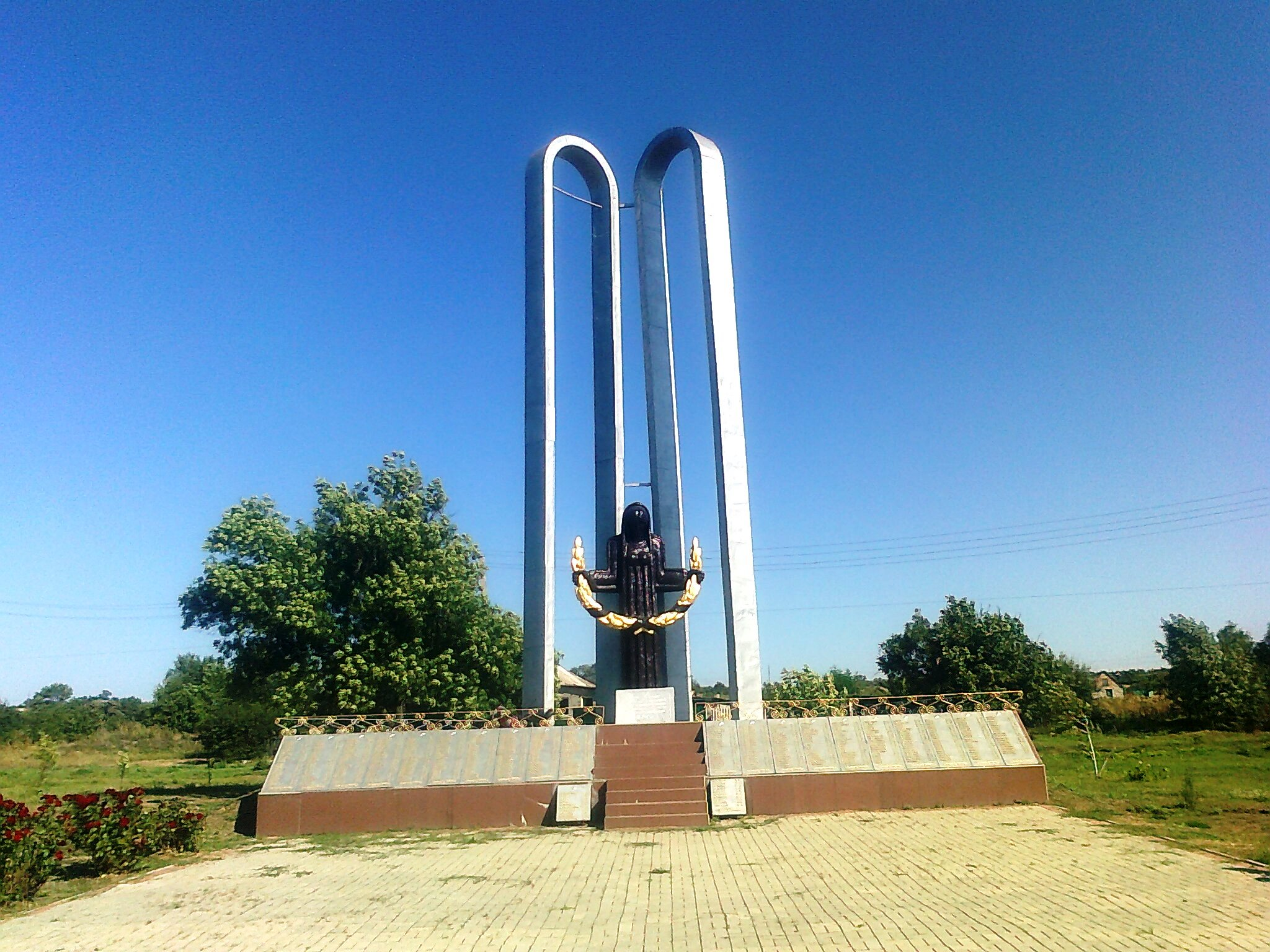
Братська могила невідомого воїна, мирних громадян, червоноармійців та односельчан

Село розташоване на правому березі р. Вовча. Відстань до райцентру становить близько 29 км і проходить переважно автошляхом Т 0518.
Землі села межують із територією с. Ясенове Покровського району Донецької області. Селом тече річка Орлова.

## Історія

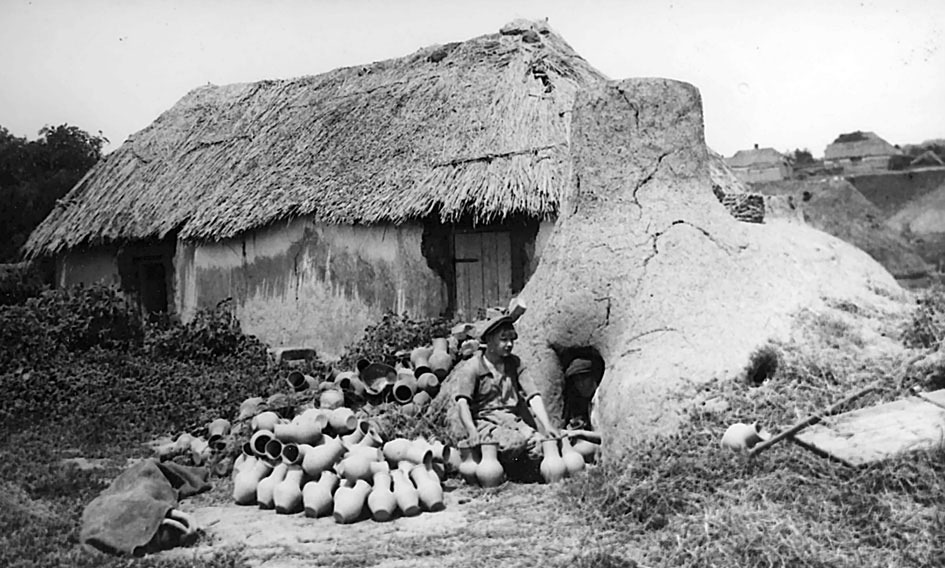
Село Андріївка 1931

Андріївку засновано у 1660 році на місці зимівника козацького старшини Андрія Сологуба.
У 1680 році тут в очеретах річки Вовча ховалися частина запорізької берегової варти.
У 1757—1768 роках у запорожців в селі була каплиця з іконою Покрови Божої Матері, а для богослужінь в каплиці утримували ієромонаха Самарського монастиря.
За даними на 1859 рік у казенному селі Бахмутського повіту Катеринославської губернії мешкало 2616 осіб (1336 чоловічої статі та 1280 — жіночої), налічувалось 397 дворових господарств, існувала православна церква, відбувались 2 ярмарки на рік.
Станом на 1886 рік у колишньому державному селі, центрі Андріївської волості, мешкало 3250 осіб, налічувалось 575 дворових господарств, існували молитовний будинок, школа й 6 лавок, склад спирту, відбувались 2 ярмарки на рік.
За переписом 1897 року кількість мешканців зросла до 5277 осіб (2622 чоловічої статі та 2655 — жіночої), з яких 5015 — православної віри.
У 1908 році в селі мешкало 7010 осіб (3505 чоловічої статі та 3505 — жіночої), налічувалось 925 дворових господарств.

## Населення

### Мова
Розподіл населення за рідною мовою за даними перепису 2001 року:
| Мова            | Кількість | Відсоток |
| --------------- | --------- | -------- |
| українська      | 1548      | 93.71%   |
| російська       | 92        | 5.57%    |
| вірменська      | 8         | 0.48%    |
| інші/не вказали | 4         | 0.24%    |
| Усього          | 1652      | 100%     |

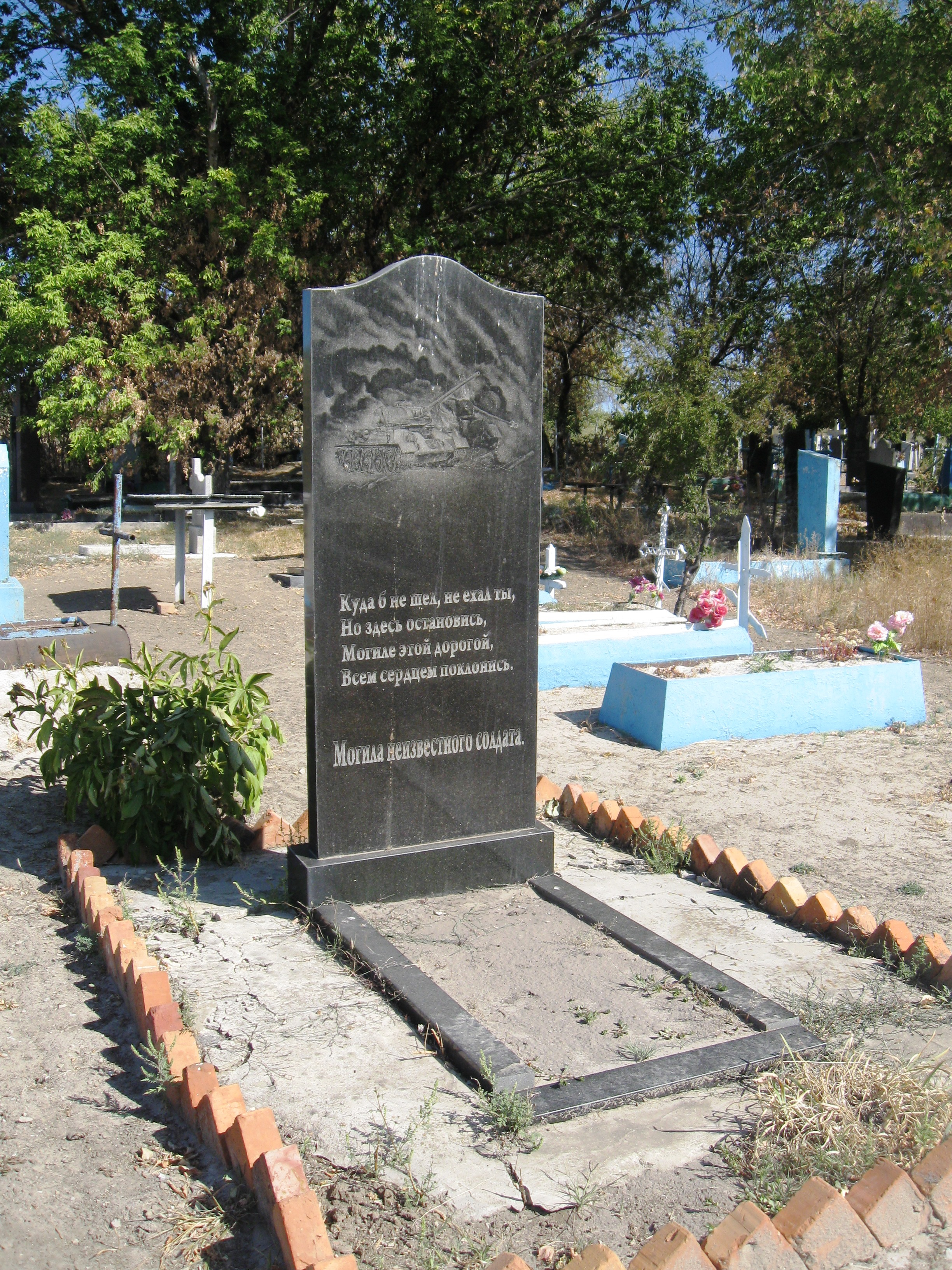
Братська могила радянських воїнів Південного фронту

За даними перепису 2001 року населення села становило 1652 особи, з них 93,7 % зазначили рідною мову українську, 5,57 % — російську та 0,48 % — вірменську мову.

## Пам'ятки
В селі була старовинна дерев'яна церква Різдва Богородиці. В лютому 2025 року вона була знищена російським обстрілом.

## Галерея

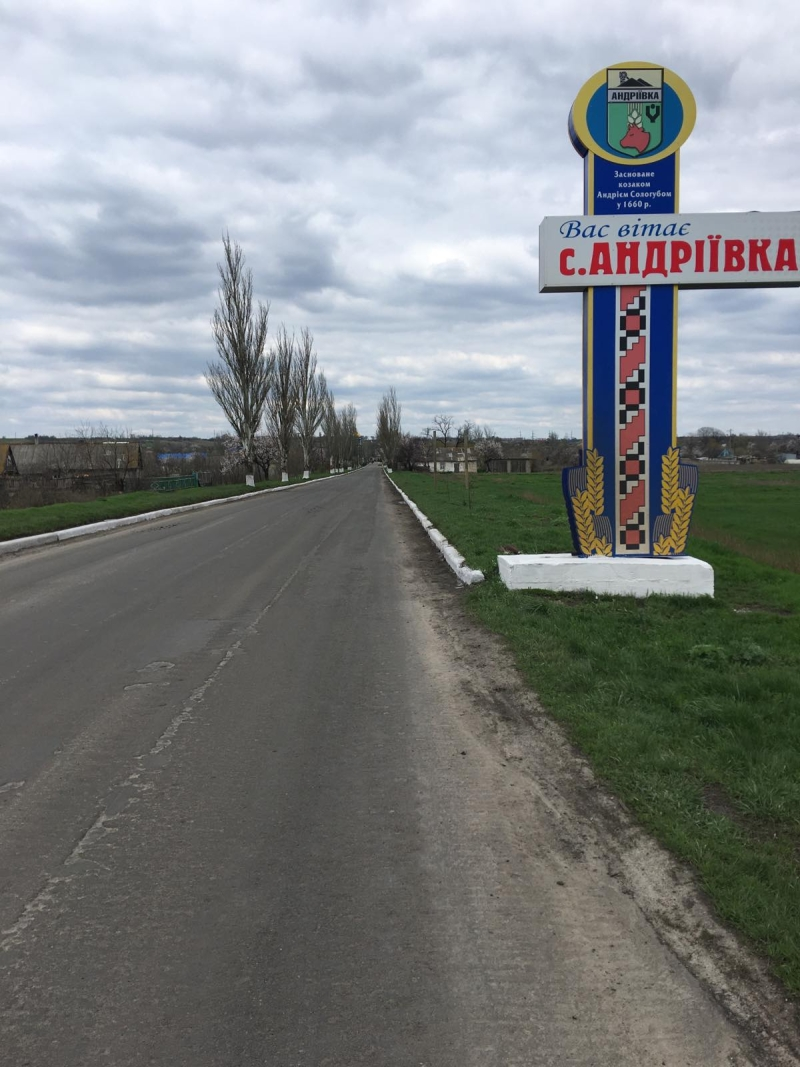
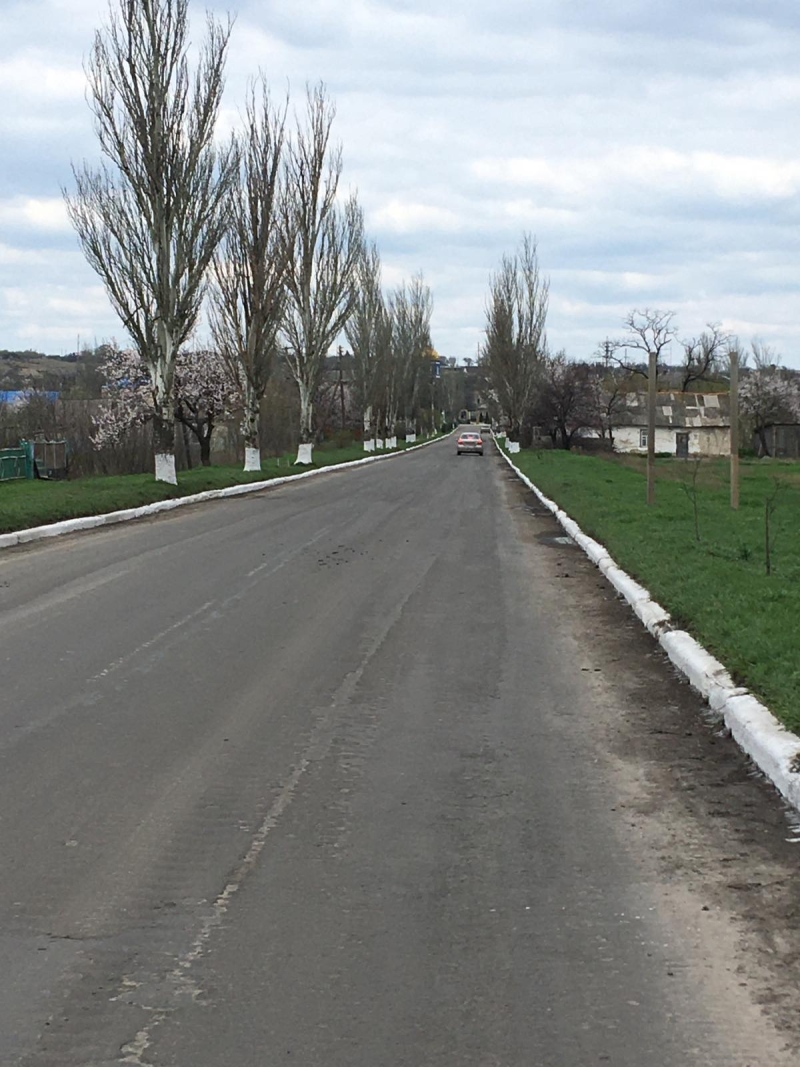